# Parque de Monte Royal

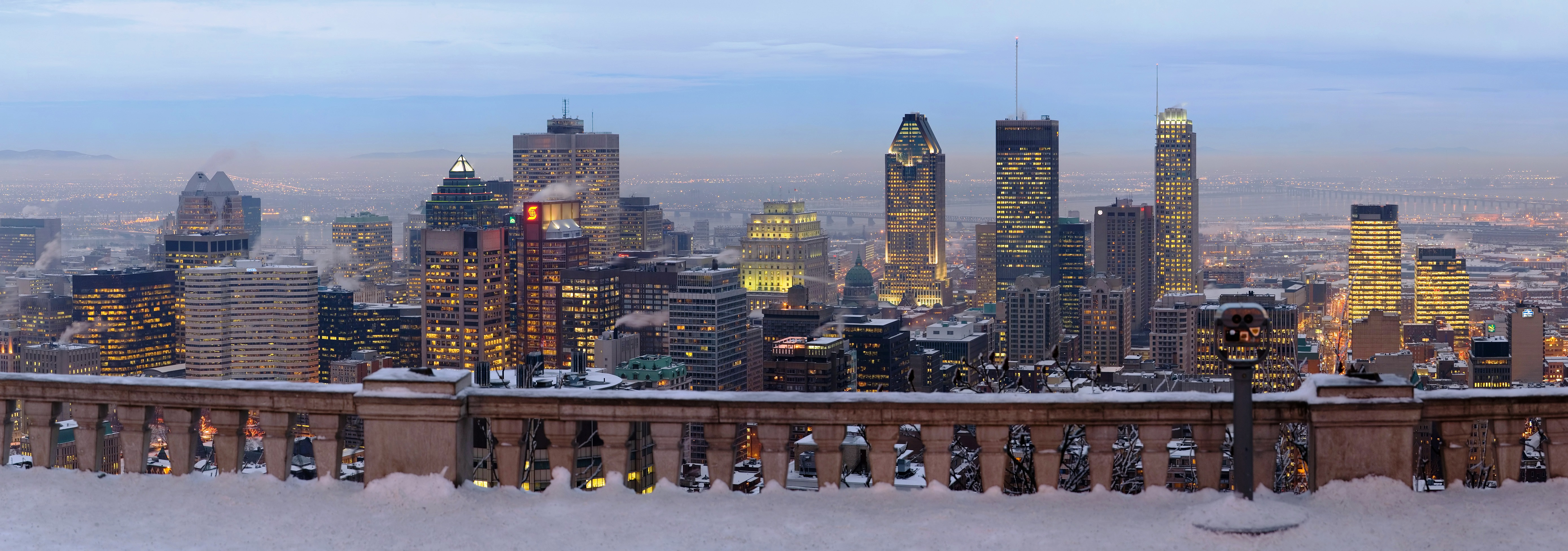
Vista do parque de Monte Royal e do centro da cidade de Montréal, a partir do miradouro Londiaronk, durante o inverno.

O parque de Monte Royal é um dos espaços verdes mais importantes de Montréal, no Canadá. Ele protege o Monte Royal do desenvolvimento urbano e é uma opção de lazer muito utilizada pelos moradores locais. O parque foi criado em 1876 e é considerado a área protegida mais antiga do Québec.

## História
Em 1853, o conselheiro A.A. Stevenson propôs preservar o Monte Royal. O parque foi completamente redesenhado e arborizado por Frederick Law Olmsted, paisagista do Central Park, em Nova Iorque. O parque de Monte Royal foi oficialmente inaugurado em 24 de maio de 1876, depois de um investimento da cidade de mais de 1 milhão de dólares.
Em 1998, o parque foi gravemente afetado pela tempestade, mas foi reabilitado meses depois. Em 2005, uma área de 29.800m² do parque foi reconhecida como habitat natural, pela grande complexidade de fauna e flora nativa. Esta pequena área protegida contém uma planta ameaçada de extinção, a podophylle pelté.

## Descrição
O parque possui dois mirantes, sendo o mais importante o mirante Kondiaronk (conhecido como Chalet du Mont-Royal), de onde é possível enxergar toda a cidade de Montréal.
Entre outros atrativos, encontra-se o lago dos Castores (em francês: lac aux Castors), um museu, um centro de exposições e alguns monumentos espalhados pelo parque.
Trilhas ligam os pontos do parque, algumas pavimentadas e outras de terra, como o caminho do Escarpement. Uma longa escadaria de 260 degraus faz o acesso ao mirante Kondiaronk.<

## Eventos e atividades

### Ao longo do ano
|  |  |

Ao pé do monumento a George-Étienne Cartier que a maioria dos eventos acontecem, como o Tam-Tam, uma reunião informal aos fins de semana, onde as pessoas fazem piquenique, conversam, tocam músicas e brincam. Outro evento que ocorre é o Guerriers de la montagne, que ocorre há mais de 10 anos e as pessoas simulam um combate medieval.
Também existe um pequeno mercado de artesanato no parque.

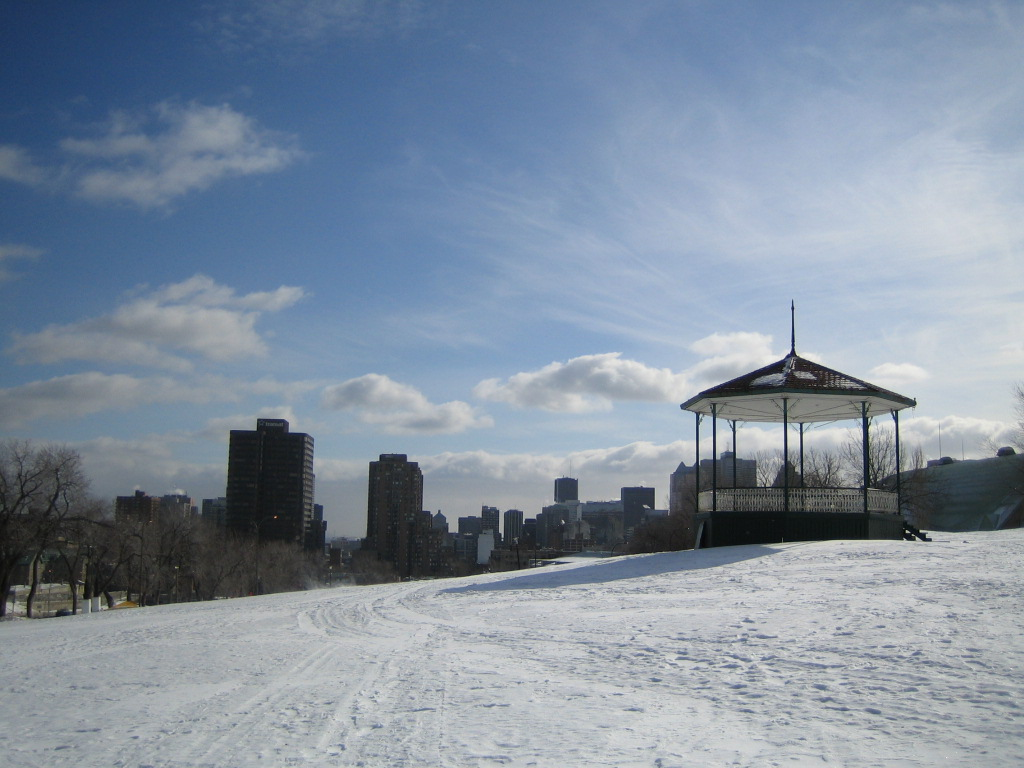
Visto do parque e da cidade de Montréal no inverno

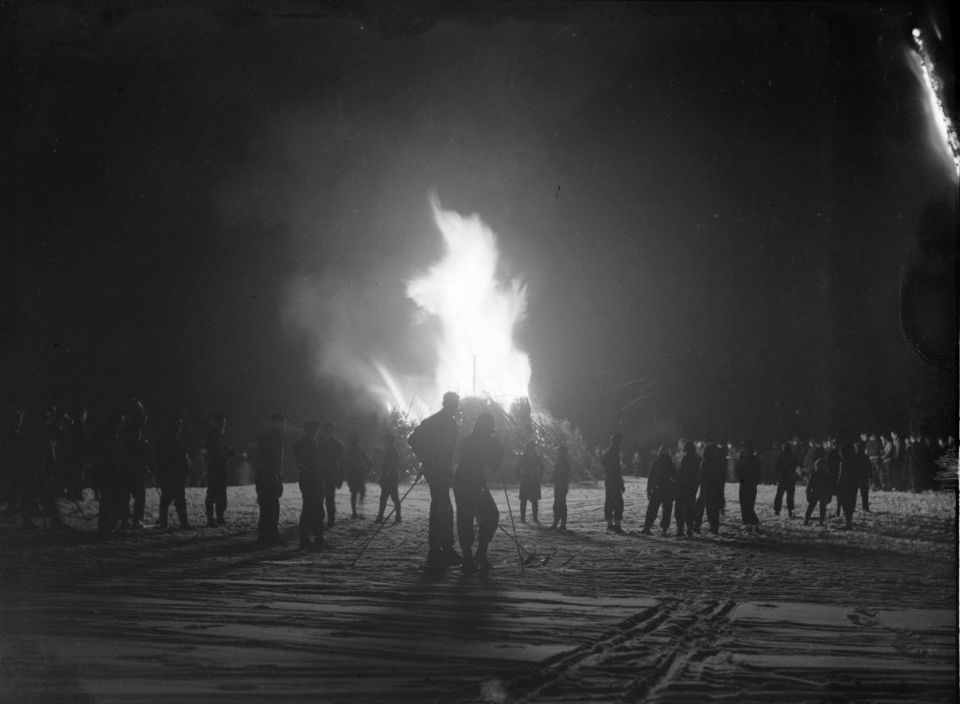
Festa da noite, 1938

### Temporada de inverno
Muitos eventos de esporte de inverno ocorrem no parque. O trenó é popular entre os mais jovens. Os mais adultos preferem o esqui de fundo ou a caminhada na neve.

### Artigos relacionados
- Monte Royal